# 임병헌 (1953년)
임병헌(林炳憲, 1953년 10월 10일~)은 대한민국의 공무원 출신 정치인이다.
제22·23·24대 대구 남구청장을 역임하였으며, 2022년 3월 재보궐선거에서 제21대 국회의원(대구 중구·남구)에 당선되었다.

## 학력
- 대구대봉초등학교 졸업(1966년 2월)
- 계성중학교 졸업(1970년 2월)
- 계성고등학교 졸업(1970년 3월~1973년 2월)
- 영남대학교  법학과(1973년~1977년)
- 영남대학교 대학원  법학과(1979년~1980년)

## 경력
- 대구시 행정사무관(1980년 5월~1987년 4월)
- 대구직할시 공무원교육원 교학과장(1985년 8월)
- 대구광역시청 지역경제과장(1987년 5월~1990년 1월)
- 대구광역시청 교통기획담당관(1990년 2월~1991년 7월)
- 대구광역시 중구청 도시국장(1991년 8월~1992년 1월)
- 대구광역시청 사회산업국장(1992년 1월~1993년 1월)
- 대구광역시청 총무국장(1993년 1월~1995년 1월)
- 대구광역시 문화체육담당관(1995년 2월~1995년 7월)
- 대구광역시청 기획관(1995년 7월~1996년 1월)
- 대구광역시 문화체육국장(서기관)(1996년 2월~1998년 10월)
- 대구광역시청 교통국장(1998년 10월~1999년 8월)
- 대구광역시 남구 부구청장(1999년 8월)
- 대구광역시 상수도사업본부 본부장(2002년)
- 2006. 7.~2018. 6. 제22·23·24대 대구광역시 남구청장(민선 4·5·6기, 한나라당→새누리당→자유한국당, 3선)
- 2022. 3.~2024. 5. 제21대 국회의원(대구 중구·남구, 무소속→국민의힘, 초선)
  - 2022. 3.~2022. 5. 제21대 국회 전반기 과학기술정보방송통신위원회 위원
  - 2022. 7.~2024. 5. 제21대 국회 후반기 국방위원회 위원
  - 2023. 4.~2024. 5. 제21대 국회 후반기 윤리특별위원회 위원
  - 2023. 6.~2024. 5. 제21대 국회 후반기 예산결산특별위원회 위원
- 2022. 6.~ 2024. 1. 국민의힘 대구광역시당 중구·남구 당원협의회 위원장
- 2023. 4.~ 2024. 5. 국민의힘 원내부대표

## 역대 선거 결과
|  | 73.30% |

|  | 71.34% |

|  | 0% |

|  | 22.39% |

## 같이 보기
- 중구·남구
- 대구 중구의 국회의원
- 대구 남구의 국회의원
- 대구 남구청장